# Left Alive
「Left Alive」（レフト・アライブ）は、MAN WITH A MISSIONの5作目の配信シングル。2019年2月28日にSony Music Records (Sony Music Labels)から配信された。

## 概要
- 前作『Take Me Under/Winding Road』から約10ヶ月振りのリリース。
- 表題曲「Left Alive」は、ゲーム『LEFT ALIVE』のCMソングである[1]。
- 本作のジャケット写真は、上述ゲームのキャラクターデザインを担当している新川洋司（株式会社コジマプロダクション）の書き下ろしとなっており、ゲームの世界観とリンクしている[1]。

## 収録曲
1. Left Alive
作詞・作曲：Jean-Ken Johnny / 編曲：MAN WITH A MISSION, 中野雅之
  - ゲーム『LEFT ALIVE』CMソング